# Paweł Gutt
Paweł Gutt, ps. „Dobek”, „Mostowy” (ur. 29 września 1897 w Poroninie, zm. 8 stycznia 1972 tamże) – polski rolnik, przedsiębiorca i działacz niepodległościowy, sierżant Wojska Polskiego, kawaler Orderu Virtuti Militari.

## Życiorys
Urodził się 29 września 1897 w Poroninie, w ówczesnym powiecie nowotarskim Królestwa Galicji i Lodomerii, w rodzinie Pawła, rolnika, i Wiktorii z domu Chowaniec. 
Po ukończeniu czterech klas szkoły ludowej w rodzinnej wsi, pracował z rodzicami na roli oraz uczył się zawodu rzeźnika. Działał w miejscowej Drużynie Podhalańskiej oraz w Związku Strzeleckim. Od 6 sierpnia 1914 roku w Legionach Polskich z przydziałem do 5 kompanii II batalionu 2 pułku piechoty LP. Następnie służył w 1 pułku piechoty LP i 1 kompanii II batalionu 5 pułku piechoty LP, w stopniu sekcyjnego. Wyróżnił się 23 maja 1915 w bitwie pod Konarami. 18 lutego 1922 major Alojzy Gluth-Nowowiejski we wniosku na odznaczenie Orderem Virtuti Militari napisał: „w walce o Przepiórów prowadząc patrol bojowy tuż przed pozycjami nieprzyjacielskimi został ranny w rękę, a kula karabinowa strzaskała mu broń. Kapral Gutt, przynosi meldunek, prosi o nowy karabin i mimo rany posuwa się z powrotem ku okopom nieprzyjaciela. Tam chwyta jeńca i przynosi meldunek rozstrzygający o dalszej bitwie – po czym dopiero spełniwszy swoje zadanie, wskutek upływu krwi udaje się do punktu opatrunkowego. Kapral Gut podczas wszystkich walk odznaczał się wybitną dzielnością i rozwagą. Każda bitwa to kilka czynów bohaterskich”. 27 maja 1915 przebywał w szpitalu zorganizowanym w Fabryce Cygar i Tytoniu w Krakowie. Pod koniec kwietnia 1917 pełnił służbę w 5. kompanii 5 pp .
W odrodzonym Wojsku Polskim od 2 listopada 1918 z przydziałem do 2 pułku strzelców podhalańskich. Uczestniczył w wojnie polsko-bolszewickiej - ranny w dniu 15 stycznia 1920 roku. Po wyleczeniu przeniesiony do 18 pułku piechoty, z dniem 16 sierpnia 1920 r. wrócił w szeregi 2 pułku strzelców Podhalańskich. W toku działań wojennych awansowany na sierżanta i mianowany dowódcą plutonu. W kwietniu 1921 został zdemobilizowany, wrócił do Poronina, tam też działał w Związku Strzeleckim i Związku Legionistów Polskich . W 1928 zaciągnął pożyczkę i wybudował dom, w którym prowadził pensjonat.

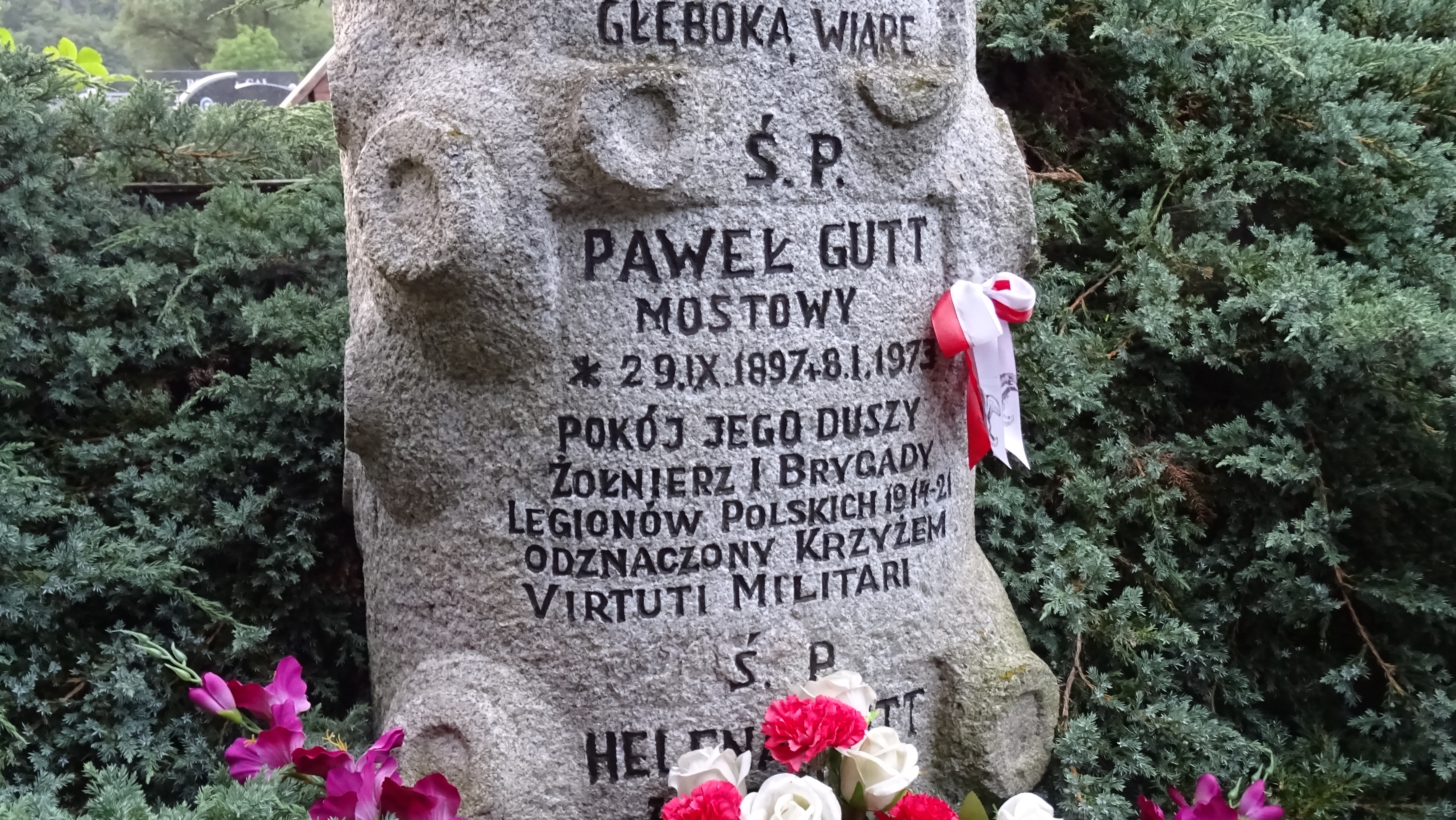
Nagrobek Pawła Gutta na cmentarzu parafialnym w Poroninie.

Zmarł 8 stycznia 1972 w Poroninie i spoczął w grobie rodzinnym na miejscowym cmentarzu. Był żonaty z Heleną z Łukaszczyków, z którą miał synów: Jana (ur. 10 lipca 1923), Józefa (ur. 20 marca 1925) i Stanisława (ur. 1 sierpnia 1927) oraz córkę Zofię (ur. 9 maja 1930).

## Ordery i odznaczenia
- Krzyż Srebrny Orderu Wojskowego Virtuti Militari nr 6568 – 17 maja 1922[12][1][13][14]
- Krzyż Niepodległości – 21 września 1932 „za pracę w dziele odzyskania niepodległości”[15]
- Medal Pamiątkowy za Wojnę 1918–1921[16]